# La Batteria
La Batteria è una band strumentale romana formata da Emanuele Bultrini (chitarra elettrica, acustica, classica e mandolino), Stefano Vicarelli (piano, Hammond e synths), Paolo Pecorelli (basso elettrico) e David Nerattini (batteria e percussioni).

## Storia
I quattro componenti della band sono veterani della scena musicale romana: Emanuele Bultrini, Stefano Vicarelli e Paolo Pecorelli, già componenti della band Fonderia, e il batterista David Nerattini, provengono da esperienze che vanno dal post-rock progressivo, al pop, al jazz sperimentale, all'hip hop fino alla world music. Uniti dal comune amore per le colonne sonore e le sonorizzazioni italiane degli anni 60 e 70 del secolo scorso, propongono brani originali ispirati a quel suono caratterizzato dalla creatività e vocazione sperimentale di compositori come Ennio Morricone, Stelvio Cipriani, Alessandro Alessandroni, Bruno Nicolai e di gruppi come i Goblin e I Marc 4. Nelle sonorità si possono ritrovare anche influenze che spaziano dal afrobeat, all'hip hop, alla musica elettronica e al rock alternativo degli anni 80 e 90.
L'album di esordio è "La Batteria", uscito nel 2015, contenente dodici composizioni della band, cui segue un'intensa attività live in tutta Italia. A Marzo 2016 la band pubblica "Fegatelli", un EP contenente alcuni inediti e remix di brani del precedente album, con la partecipazione di Colle Der Fomento, Roy Paci e DJ Stile. Il brano "Persona non grata", in collaborazione con i Colle Der Fomento, viene stampato in vinile 7".
Il successivo lavoro "Tossico Amore", pubblicato a Maggio 2016, è un concept-album in stile prog-rock con il quale la band reca un tributo alle idee del compositore Detto Mariano e alla pellicola "Amore Tossico" di Claudio Caligari del 1983.
Giovedì 1 dicembre 2016 La Batteria è stata ospite di Stefano Bollani nella trasmissione "L’importante è avere un piano" in onda su Rai1.
Nel 2018 il gruppo realizza la colonna sonora originale del film Tafanos, di Riccardo Paoletti. Nel 2019 pubblica l'album La Batteria II, stampato in vinile doppio, cui segue un tour italiano. A fine 2019 la band inizia una collaborazione con il rapper Kaos, con il quale inizia un tour, interrotto dalla pandemia di COVID 19.
A Gennaio 2020 La Batteria pubblica "Notes In The Dark", un disco di library music realizzato per Deneb/Flipper Music e basato principalmente su sonorità oscure ed elettroniche. A Giugno 2020 esce il singolo "Disco 2020 (Vietato ballare)", realizzato a distanza in pieno lockdown e ispirato a sonorità go-go.
Nel 2022 il gruppo realizza la colonna sonora originale per il film documentario Kill me if you can, diretto da Alex Infascelli e incentrato sulla vita di Raffaele Minichiello.
Tra Dicembre 2023 e Marzo 2024 escono due singoli insieme a Matteo Gabbianelli dei Kutso: "Ladro", cover dell'Equipe 84, e "Kiss Me I'm Italian", cover di Ivan Cattaneo.

## Discografia

### Album
- 2015 - La Batteria (Penny Records)
- 2016 - Fegatelli
- 2016 - Tossico Amore - La Batteria suona Detto Mariano (Penny Records)
- 2019 - La Batteria II (Penny Rec/Goodfellas)
- 2020 - Notes In The Dark (Deneb/Flipper Music)

### Colonne sonore
- 2018 - Tafanos
- 2022 - Kill me if you can

## Formazione

### Formazione attuale
- Emanuele Bultrini - chitarra elettrica, acustica, classica e mandolino
- David Nerattini - batteria, percussioni
- Stefano Vicarelli - tastiere, Hammond, synth
- Paolo Pecorelli - basso